# Pierre-Lucien Campistron
Pour les articles homonymes, voir Campistron.
Pierre-Lucien Campistron (né à Mirande le 26 octobre 1840, mort le 22 août 1921) est évêque d'Annecy de 1902 à sa mort. Son accession au siège épiscopal d'Annecy en pleine période de séparation de l'Église et de l'État a été l'une des plus mouvementées.

## Biographie
Ordonné prêtre le 24 septembre 1864 pour le diocèse d'Auch, il a ensuite été professeur au petit séminaire d'Auch jusqu'en 1889, date à laquelle il devient supérieur du collège Saint-Nicolas de Gimont. Deux ans plus tard, il revient au séminaire d'Auch : il a été nommé supérieur. Le 13 mai 1902, le Conseil le nomme évêque concordataire d'Annecy, nomination confirmée par le Saint-Siège. Cette nomination ne sera effective qu'en 1904 car en pleine période où la séparation de l'Église et l'État se discute, les nominations des évêques d'Annecy et de Carcassonne posent problème. Plusieurs fois déjà, l'affaire du « Nobis Nominavit » est apparue entre le Concordat et le pape. Il s'agissait d'une querelle entre le gouvernement et Rome autour du droit de nomination des évêques. Campistron n'a donc pas pu être consacré avant le 13 mars 1904 par Jean-Augustin Germain avec comme co-conécrateurs Joseph Rumeau et Jules de Carsalade du Pont. Il prit possession de sa cathèdre le 26 mars suivant. Il décède en fonction le 22 août 1921.

## Succession apostolique
Pierre-Lucien Campistron a ordonné les évêques suivants :
- Évêque Pierre Rossillon, M.S.F.S. (1919)
- Évêque Jules-Alexandre Cusin (1920)
- Évêque Joseph-Marie Birraux (en), M. Afr. (1920)

## Armes
De gueules au clocher de Mirande, au chef cousu d'azur chargé de huit étoiles d'argent en couronne.